# Etty Hillesum
Esther Hillesum, detta Etty (Middelburg, 15 gennaio 1914 – Auschwitz, 30 novembre 1943), è stata una scrittrice olandese ebrea vittima dell'Olocausto.

## Biografia
Il padre Levie (Levis), nato il 25 maggio 1880 ad Amsterdam, insegnava lingue classiche; la madre Riva Bernstein, nata il 23 giugno 1881 a Počep (in Russia), arrivò ad Amsterdam il 18 febbraio 1907 in seguito a un pogrom. La coppia si sposò nel 1912 ed ebbe, oltre a Etty, due figli maschi: Mischa (Michael, nato il 22 settembre 1920 a Winschoten) e Jaap (Jacob, nato il 27 gennaio 1916 a Hilversum). Con la sua famiglia seguì gli spostamenti lavorativi del padre. Abitò a Tiel (1916-1918), a Winschoten (1918-1924) e dal luglio del 1924 a Deventer, dove passò l'adolescenza.
Si laureò in giurisprudenza all'Università di Amsterdam, l'ultima città dove abitò, al numero 6 della Gabriel Metsustraat, con le finestre che davano su una delle piazze principali, il Museumplein, prospiciente al Rijksmuseum. Si iscrisse anche alla facoltà di lingue slave, ma - a causa della guerra - dovette interrompere i suoi studi. Concluse invece il percorso di lingua e letteratura russa, e negli anni successivi impartì sia lezioni private sia lezioni di russo presso l'Università popolare di Amsterdam. All'inizio della guerra si interessò della psicologia analitica junghiana, grazie al lavoro dello psico-chirologo Julius Spier, che conobbe il 3 febbraio 1941 come paziente, divenendo in seguito la sua segretaria e una delle amiche più intime.

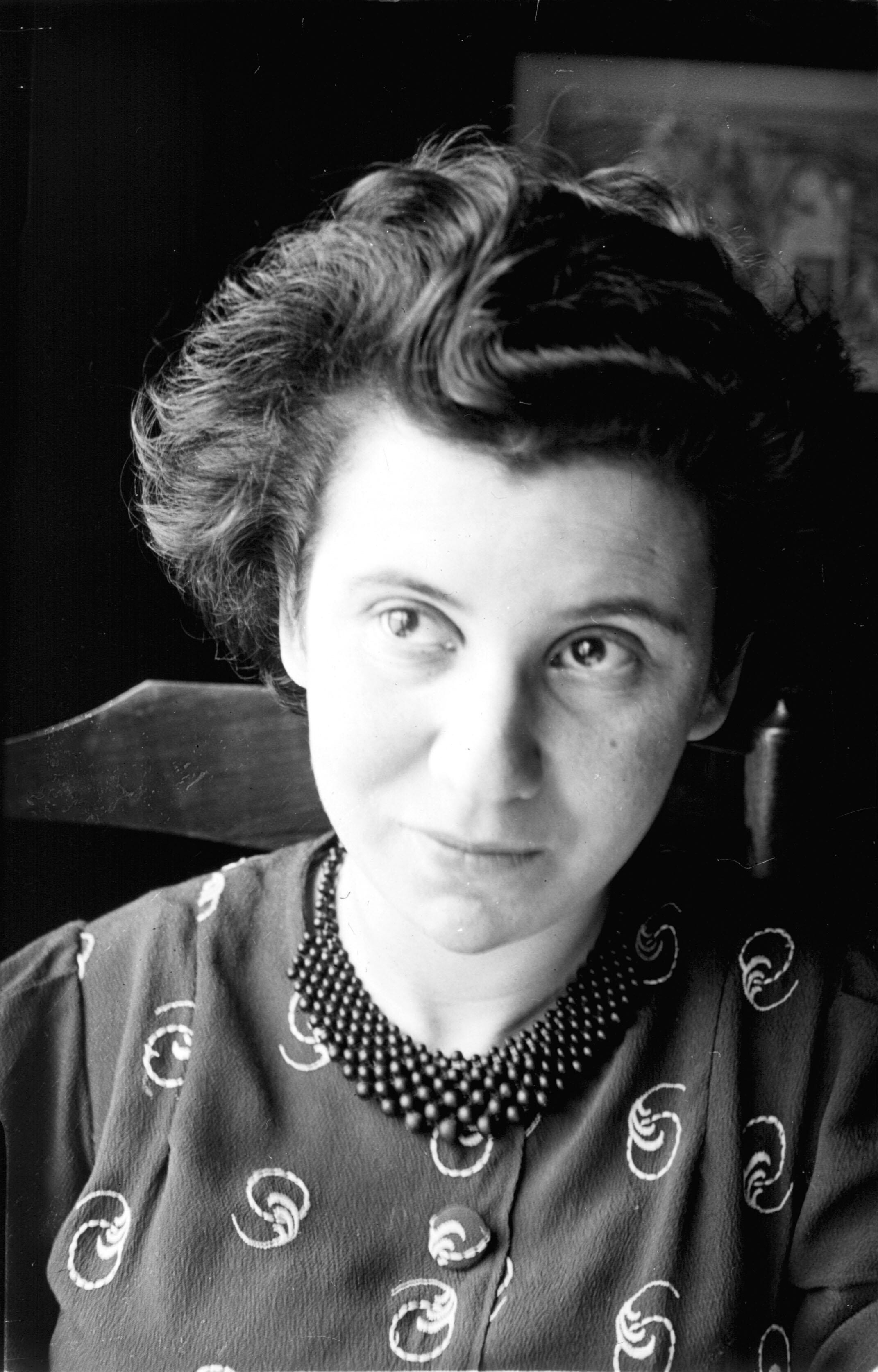
Hillesum nel 1939

Fra il 1941 e il 1943 tenne un diario che, nel 1981, sarà pubblicato dapprima in Olanda e poi ebbe varie edizioni in altre lingue. Nel 1942, lavorando come dattilografa presso una sezione del Consiglio Ebraico, ebbe anche la possibilità di salvarsi, ma decise, forte delle sue convinzioni umane e religiose, di condividere la sorte del suo popolo. Lavorò in seguito nel campo di transito di Westerbork come assistente sociale.
I genitori e i fratelli Mischa e Jaap furono internati tutti nel campo olandese di transito di Westerbork. Il 7 settembre 1943 tutta la famiglia, tranne Jaap, fu deportata nel campo di sterminio di Auschwitz. Mentre Etty, i genitori e il fratello Mischa morirono poco tempo dopo il loro arrivo ad Auschwitz, l'altro fratello, Jaap, perse invece la vita a Lubben, in Germania, dopo la liberazione, il 17 aprile 1945, durante il viaggio di ritorno nei Paesi Bassi. La data della morte di Etty è il 30 novembre 1943.

### I diari
Prima di partire per Westerbork, Etty Hillesum ha dato i suoi diari a Maria Tuinzing, con l'istruzione di passarli a Klaas Smelik per la pubblicazione, se non fosse sopravvissuta. I tentativi di pubblicarli si rivelarono infruttuosi fino al 1979, quando il figlio di Smelik, direttore dell'Etty Hillesum Research Center, si rivolse all'editore JG Gaarlandt. Un'edizione ridotta dei suoi diari è apparsa nel 1981 con il titolo Het verstoorde leven (" Una vita interrotta "), seguita da una raccolta delle sue lettere da Westerbork. Un'edizione completa delle sue lettere e dei suoi diari è stata pubblicata in olandese nel 1986 e tradotta in inglese nel 2002. I suoi diari sono stati tradotti in 18 lingue. Le sue lettere furono inviate ad amici e l'ultima cartolina di Hillesum fu lanciata dal treno a Westerbork, dove fu scoperta dai contadini olandesi dopo la sua morte.
Il testo della cartolina - indirizzata a Christine van Nooten - diceva:
Arrivederci da noi quattro. Etty»

## Opere
- (NL)  Het verstoorde leven. Dagboek van Etty Hillesum 1941–1943 (introduzione e curatela di Jan Geurt Gaarlandt), Haarlem, De Haan, 1981. 32ª ed.: 2012.

Tradd. inglese, tedesca, danese, norvegese e svedese: 1983. Tradd. finlandese, americana e portoghese: 1984.
Trad. it. di Chiara Passanti: Diario 1941-1943, Milano, Adelphi, 1985. 16ª ed.: 2011. ISBN 978-88-459-1206-1.
Tradd. spagnola, ebraica, giapponese, ungherese e francese: 1985.
- (NL)  Etty: De nagelaten geschriften van Etty Hillesum, 1941-1943 (ed. integrale a cura di Klaas A.D. Smelik; testo critico stabilito da Gideon Lodders e Rob Tempelaars), Amsterdam, Balans, 1986. 6ª ed. riveduta: 2012.

Trad. it. di Chiara Passanti e Tina Montone: Diario 1941-1943 - Edizione integrale, Milano, Adelphi, 2012. ISBN 978-88-459-2724-9.
- Il gelsomino e la pozzanghera,(a cura di B.Iacopini),ed Le lettere, 2018
- Lettere 1942-1943 (a cura di Chiara Passanti; prefazione di Jan Geurt Gaarlandt), Milano, Adelphi, 1990. 7ª ed.: 2009. ISBN 978-88-459-1605-2.
- Etty Hillesum. Pagine mistiche (a cura di Cristiana Dobner), Milano, Àncora, 2007. ISBN 978-88-514-0419-2.
- Lettere inedite, in Comunità di Ricerca Etty Hillesum, Con Etty Hillesum, Sant'Oreste, Apeiron Editori, 2009, pp. 8–18. ISBN 978-88-85978-66-9.[2]
- Il bene quotidiano. Breviario degli scritti (1941-1942), (a cura di Lorenzo Gobbi), ed. San Paolo

## Influenza culturale

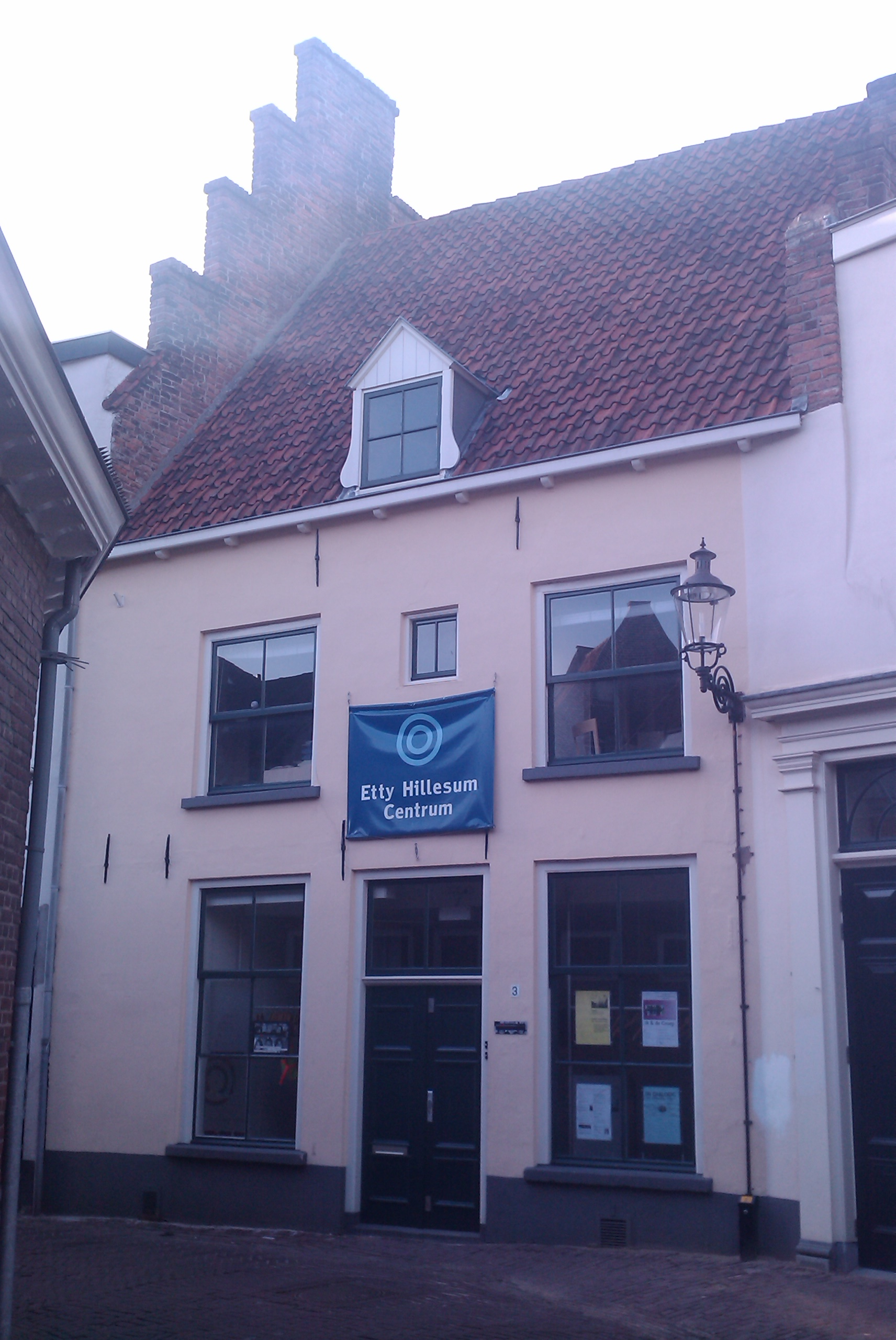
Etty Hillesum Centrum a Deventer

- Il film Il Convoglio, di André Bossuroy (60 min, 2009), parla di due giovani studenti, Alexandra e Florian, che viaggiano per l'Europa per studiare le discriminazioni della società continentale, ispirandosi alla lettura del Diario di Etty Hillesum.
- L'opera teatrale La ragazza olandese - messa in scena dalla compagnia La Piccionaia I Carrara diretta da Carlo Presotto, su un testo dello scrittore Giuseppe Bovo (Il dodicesimo quaderno- La meridiana 2009) - racconta, dal punto di vista di Etty Hillesum, i drammatici 83 giorni da lei trascorsi ad Auschwitz.[3]
- A Etty Hillesum è ispirato e dedicato un capitolo del libro Sette ragazze imperdonabili di Maria Antonietta.
- Il brano "Vite silenziose" contenuto nell'album "CristoGenesi" dell'artista italiano Juri Camisasca è a lei dedicata.
- Il progetto musicale torinese Camera Sambô pubblica "Remembering Etty Hillesum" nel 2024.

## Bringing Etty Hillesum to Life
Il documentario "Bringing Etty Hillesum to Life" riporta alla ribalta la figura della scrittrice olandese per accostarla a una tragedia storicamente più vicina, quella vissuta dal popolo palestinese. Il documentario raccolta di una donna ebrea israeliana (Emma Sham-Ba Ayalon) e di una donna palestinese (Dina Awwad-Srour) che sono state toccate dal diario di Etty Hillesum e hanno avviato un progetto di pace in Israele e nei territori occupati.
Utilizzando brevi estratti dal diario di Etty, le 2 donne hanno sviluppato delle schede che utilizzano per il proprio lavoro di pace interiore, condiviso in gruppi di pratica che uniscono ebrei e palestinesi. La ricerca personale di Etty Hillesum per un futuro umano risuona con i partecipanti a questi incontri e li aiuta a rinnovare la loro visione della pace.
Una buona parte del documentario si svolge durante un ritiro degli Zen Peacemakers a Westerbork, nel corso del quale vengono letti i nomi di tutti gli ebrei deportati.

## Riconoscimenti

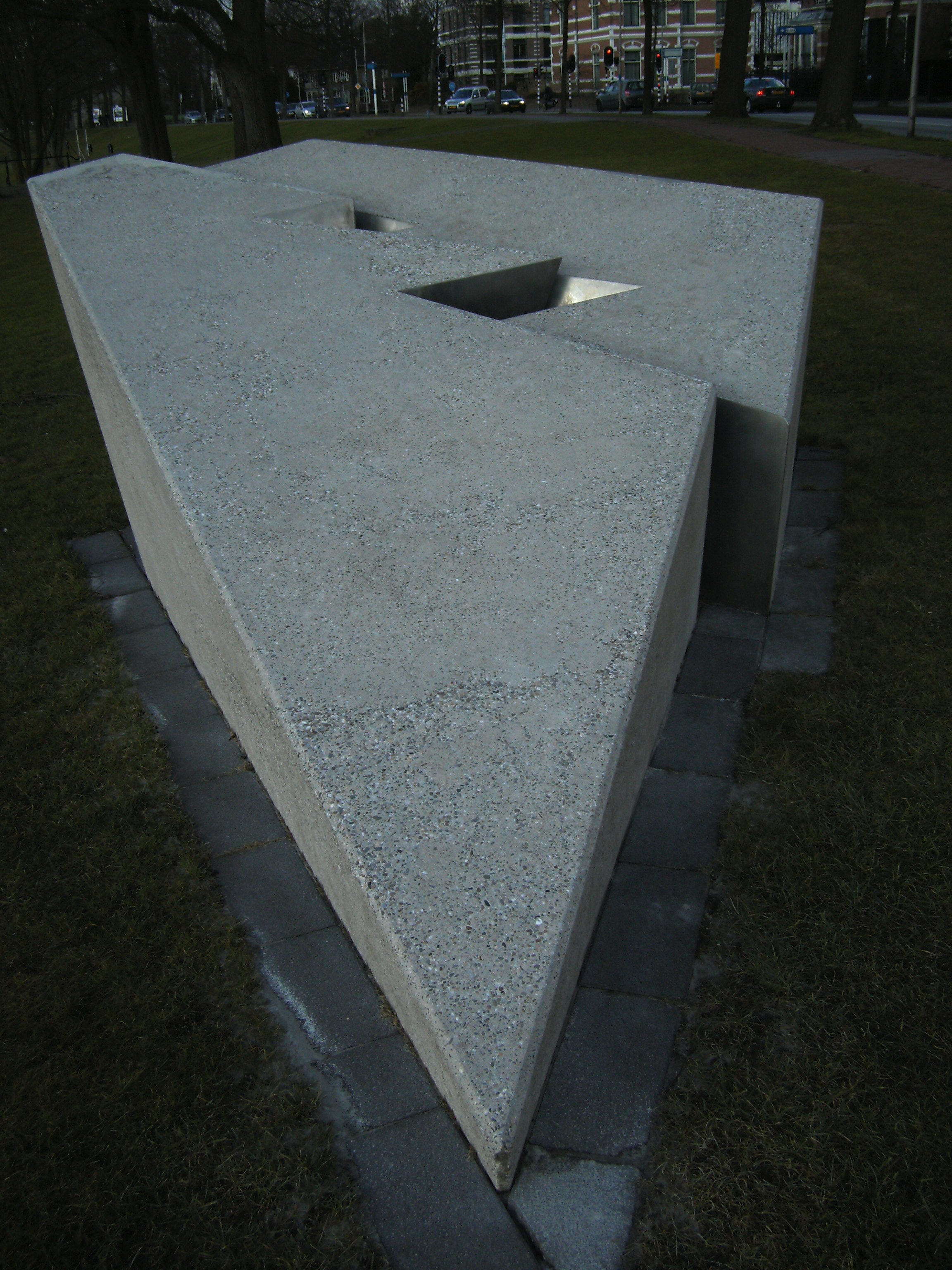
Monumento in ricordo di Etty Hillesum: "Het verstoorde leven: dagboek van Etty Hillesum, 1941-1943'" realizzata da Arno Kramer nel 1985 a Deventer

- Nei Paesi Bassi sono numerose le città che le hanno reso omaggio con svariate intitolazioni: da Amsterdam ad esempio, dove ha sede la Etty Hillesum Stichting (la Fondazione Etty Hillesum), a Castricum, Leida e Spijkenisse con le loro Etty Hillesumstraat e gli Etty Hillesumlaan di Huizen e Kloetinge, l'Etty Hillesumplantsoen di Hoofddorp e l'Etty Hillesumsingel di Pijnacker. Da ricordare anche il Centro di ricerca Etty Hillesum che ha sede presso l'Università di Gand, in Belgio.
- Nel 2012 il comune di Mirano in occasione del 69º anniversario della morte le ha intitolato una piazzetta nel centro storico.[6]
- Il 15 marzo 2017 in occasione della quinta Giornata europea dei Giusti le è stato dedicato un albero nel Giardino dei Giusti di tutto il mondo di Milano[7].
- Una mostra del Meeting di Rimini 2019 è dedicata a Etty Hillesum.